# Pont d'Ukko-Pekka
Le pont d'Ukko-Pekka (finnois : Ukko-Pekan silta) est un pont en arc à Naantali en Finlande.

## Présentation
Le pont Ukko-Peka est un pont en arc en béton armé en deux parties d'une portée de 211 mètres dont la construction s'est achevée en 1934.
Le pont construit sur l'ile de Raumakari, traverse le détroit Naantalinsalmi et relie l'ile de Luonnonmaa au continent.
Le pont tient son nom du surnom Ukko-Pekka du président de la République de Finlande Pehr Evind Svinhufvud.
En 1986, le nouveau pont de Naantalinsalmi a été construit à côté pour la circulation des véhicules à moteur par la seututie 189, laissant l'ancien pont d'Ukko-Peka à la circulation douce.
Le pont Ukko-Peka a été inauguré par Pehr Evind Svinhufvud et le du pont de Naantalinsalmi par Mauno Koivisto.
Le pont Ukko-Peka est protégé dans le plan de la région de Turku.

## Galerie

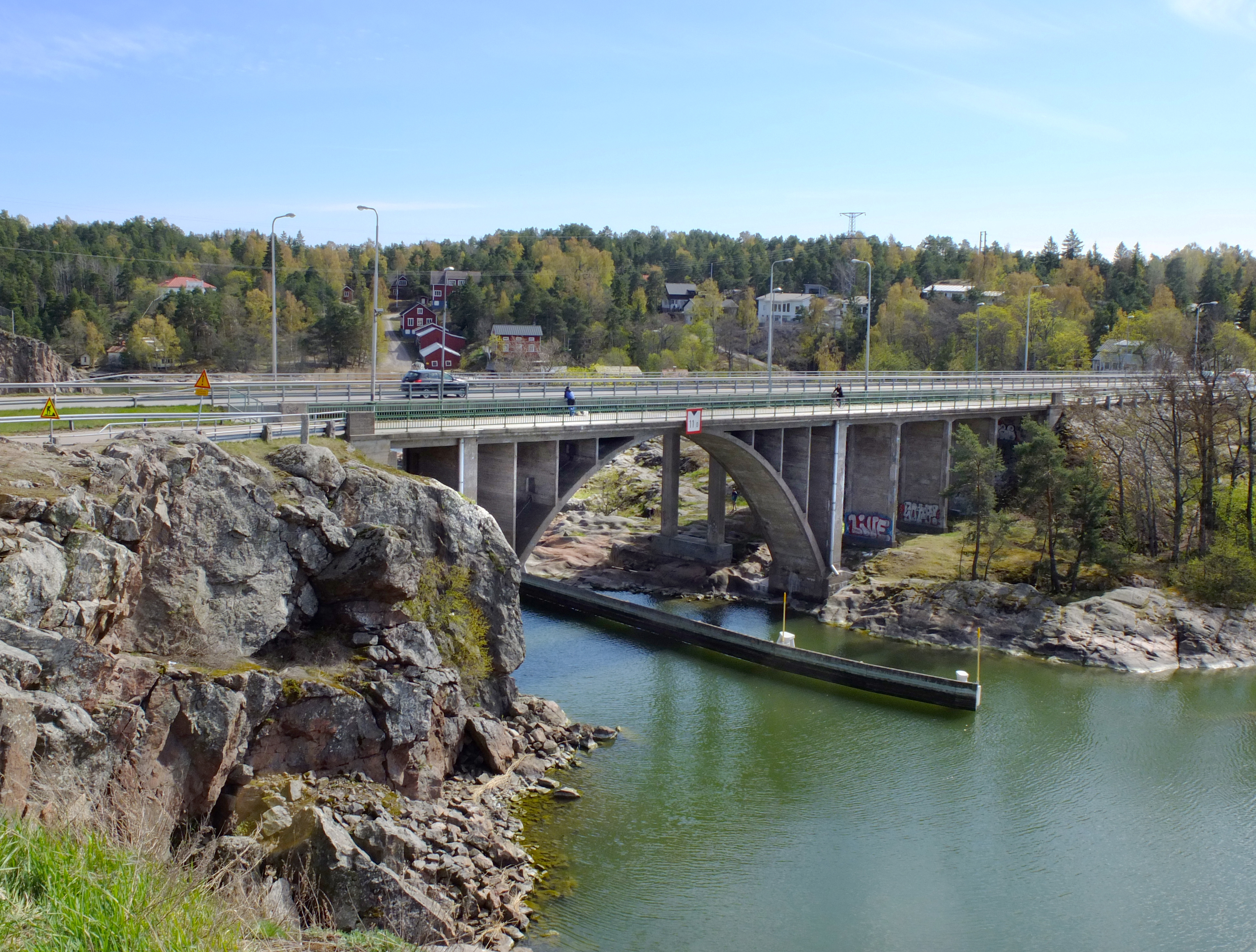
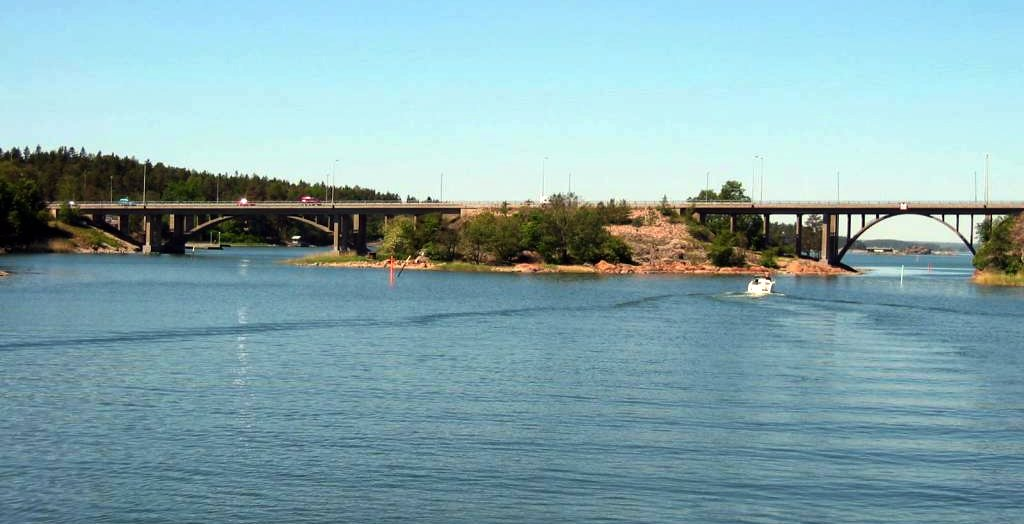